# Șoldul în resort
Șoldul în resort, numit și sindromul tensorului fasciei lata, boala Perrin-Ferraton, boala Morel-Lavallée, Coxa saltans (după ICD 10 - R29.4 șold zgomotos), este o anomalie uni- sau bilaterală resimțită ca o pocnitură (cracment) percepută la nivelul părții laterale a șoldului în timpul anumitor mișcări ale șoldului sau în timpul mersului. Această senzație, vizibilă, palpabilă și uneori audibilă, este legată de obicei de acroșajul unei bande fibroase - bandeletei fasciei lata (bandeleta Maissiat, tractul iliotibial, Tractus iliotibialis), de o parte și de alta a proiecției laterale a trohanterului mare anormal proeminent.
Șoldul în resort poate fi însoțit de dureri, datorită coexistenței unei bursite trohanteriene.  În lipsa unei bursite coexistente, bolnavul nu acuză dureri și poate reproduce, zâmbind, zgomotul caracteristic („pocnitura"). Acest zgomot poate fi reprodus solicitând bolnavului să facă o flexie a șoldului, coapsa găsindu-se în poziție de adducție și extensie. Șoldul în resort poate fi întâlnit la toate vârstele, mai ales la femei.  Disconfortul pe care îl determină este intermitent; la unii bolnavi pot fi identificați anumiți factori etiopatogenici: traumatismele, mersul prelungit pe jos, practicarea schiului de fond etc. În cazul în care disconfortul este supărător, se poate indica intervenția chirurgicală (prin secționarea bandei fibroase, dispare resortul).
Cele mai frecvente resorturi sunt resortul lateral cauzat de acroșajul bandeletei iliotibiale (Tractus iliotibialis) de trohanterul mare (Trochanter major) și resortul anterior a cărei cauză mai obișnuită, dar nu singura, este pasajul lamei aponevrotice posterioare a iliopsoasului (Musculus iliopsoas ) pe eminența iliopubiană (Eminentia iliopubica).

## Simptomatologie
Șoldul în resort (Coxa saltans, prescurtat SR) este un fenomen clinic, extraarticular, datorat trecerii bruște (ca o săritură) a unei formațiuni aponevrotice sau tendinoase peste un relief osos, în timpul mobilizării active a șoldului. Contracția musculară produce o tensiune suficientă pentru trecerea unui obstacol. De aceea, SR nu poate fi constatat niciodată în timpul unei mișcări pasive.  Este perceput de pacient ca un clic dezagreabil, de cele mai multe ori nedureros. La sportivi, din cauza solicitărilor mari și repetate, clic-ul poate fi dureros din cauza inflamației reactive a burselor seroase ce înconjoară structura anatomică responsabilă de resort.
Diagnosticarea SR nu este dificilă dar diagnosticul clinic trebuie făcut riguros și trebuie făcute examenele complementare pentru eliminarea unei alte etiologii.
Frecvent, în cazul SR, trebuie recunoscută o eventuală componentă psihologică, situație nu tocmai rară.

## Clasificare
La nivelului șoldului, există trei zone unde se pot produce resorturi: lateral (cel mai frecvent), anterior și posterior (foarte rar).

### A. Resortul lateral al șoldului (SRL)
Este datorat trecerii bruște a bandeletei iliotibiale peste trohanterul mare.

#### Epidemiologie
Frecvența este de 2-2,5%.
Este mai frecvent la femeile tinere.
Raportul femei/bărbați este de 3/1.
Vârsta medie de apariție a SRL este în al treilea deceniu de viață. 

#### Anatomie patologică
Resortul este datorat trecerii bruște a bandeletei iliotibiale peste relieful trohanterului mare, de care este separat printr-o bursă seroasă, înainte de a se amesteca mai jos cu fascia lata. Proximal, bandeleta iliotibială se inseră pe creasta iliacă. 
Când șoldul este în extensie, bandeleta iliotibială se află înapoia trohanterului mare. În flexia activă a șoldului, tensiunea mare pe bandeletă o face să sară brusc peste relieful trohanterului mare, anterior de el. Dacă flexiei active se asociază adducția șoldului, tensiunea asupra bandeletei iliotibiale este și mai mare. 
Invers, în abducție.
Constatări chirurgicale au evidențiat îngroșarea părții posterioare a bandeletei în dreptul trohanterului mare, rezultat al conflictului repetat cu femurul. De asemeni, a fost constatată îngroșarea bursei seroase trohanteriene, dintre bandeletă și osul femural. Atunci când bursa este inflamată, SR este simptomatic (dureros). 

#### Etiopatogenie
Încă nu a fost oferită nici o explicație pe deplin satisfăcătoare privitoare la etiopatogenia SR. Există mai multe teorii în acest sens:
1) Teoria etiopatogeniei "dobândite": SR ar fi consecința:
- unui traumatism direct asupra feței laterale a șoldului, ce a produs un hematom și fibroză  
- unei fracturi parcelare trohanteriene
- unei osteotomii femurale 
- unui dezechilibru neurologic care dezechilibrează balanța musculară 
- unei prelevări a unui fragment din fascia lata pentru ligamentoplastie, urmată de închiderea tensionată a breșei din fascia lata. 
2) Teoria etiopatogeniei anatomice și de dezvoltare anormală: 
- inegalitatea de lungime a membrelor inferioare (de cele mai multe ori, șoldul simptomatic este cel al membrului mai lung)
- anomalii de rotație a membrelor inferioare (anteversia mare a colului femural) 
- anomalii de statică vertebrală 
- anomalii anatomice ale pelvisului 
- anomalii ale  picioarelor cu răsunet asupra genunchilor (piciorul plat-valg, cu genu valgum secundar) 
- coxa vara (prin proeminența anormală a trohanterului mare) 

#### Diagnostic clinic
a) simptome: pacientul acuză senzația de mișcare bruscă, involuntară, la nivelul șoldului, de cracment în timpul mișcărilor active ale acestuia, ce poate fi chiar auzită, însoțită de o senzație de jenă, rareori de durere. Durerea poate iradia pe fața laterală a coapsei. De cele mai multe ori, SR asimptomatic precede cu câțiva ani apariția durerii. Durerea se ameliorează prin repaus.
Circumstanțe de apariție:
- la 25% din cazuri, simptomele apar din copilărie 
- la alte 25% din cazuri, SR apare în urma unui traumatism
- la 50% din cazuri, simptomele apar progresiv, după eforturi fizice mari și repetate sau sportive, prin hiperutilizarea șoldului și a musculaturii vecine.
În momentul prezentării la medic, simptomele au o vechime de luni sau ani.
b) Inspecție: este observat mersul pacientului pentru descoperirea anormalităților biomecanice (șchiopătare secundară inegalității de lungime a membrelor inferioare, anomalii rotatorii, coxa vara severă, etc.). Mersul cu genunchiul ușor flectat se asociază tendinitei iliopsoasului.
În cazul pacienților slabi, SR lateral poate fi văzut în timpul mersului. 
c) Palpare: palparea trohanterului mare percepe click-ul din timpul mișcărilor active ale șoldului. În cazul existenței unei bursite trohanteriene, palparea regiunii este dureroasă.
Testul declanșării SR lateral: pacientul este culcat în decubit lateral pe partea sănătoasă. Este pus să abducă contra rezistență coapsa afectată și să facă simultan rotație internă și externă. Este reprodus SR care poate fi palpat, poate și auzit, poate și văzut, la cei slabi.

#### Diagnostic de laborator
Nu sunt necesare investigații de laborator. 

#### Diagnostic radiologic
Nu este necesar atunci când istoricul și examenul clinic sunt sugestive pentru SR. Dacă ar fi făcută investigarea radiologică, ea ar fi normală. 
Examenul radiologic este util în cazurile în care diagnosticul este neclar. 
El constă în examinarea pelvisului și a articulației coxofemurale:
- Rg. anteroposterioară a pelvisului
- Rg. laterală a șoldului frog-leg: bazinul și toracele pacientului, culcat pe masa radiologică, sunt rotate 45° spre partea afectată iar acesta are coapsa flectată 45° și  rotată extern până când coapsa este culcată pe masa radiologică. 
Rolul examenului radiologic este să pună în evidență o cauză osoasă. 

#### Diagnostic ecografic
Este o investigație neinvazivă folositoare. Poate evidenția modificări anatomice tendinoase și mișcarea anormală a bandeletei iliotibiale sau a tendonului fesierului mare în SR lateral în timpul mișcărilor active ale șoldului. 

#### Diagnostic RMN
În SR lateral, RMN poate evidenția prezența unei acumulări lichidiene în bursa trohanterică, văzută în T2, în cazul existenței unei bursite secundare. Fără inflamație, imaginea RMN a șoldului este normală. Pentru că RMN permite doar evaluarea anatomică, nu și funcția unei structuri anatomice. 
Artrograma RMN: este utilă pentru găsirea altor cauze de SRL, în special a rupturilor labrale sau a corpilor liberi intraarticulari cartilaginoși. Artrograma RMN este mai sensibilă pentru evidențierea rupturilor labrale comparativ cu RMN a șoldului.
Cu toate acestea, artrograma RMN este puțin folosită pentru diagnosticul de șold în resort anterior, cu atât mai puțin pentru SRL.

#### Tratament
În cele mai multe cazuri, SRL nu necesită nici un tratament. În cazurile simptomatice și mai ales la sportivi, se recurge la:
1) tratament conservator: se estimează că este suficient la 90% din cazurile simptomatice. El este bazat pe două elemente:
- programul de reabilitare: constă în kinetoterapie (întinderea fasciei lata și relaxarea mușchilor abductori și rotatori externi ai șoldului) și fizioterapie (aplicații locale reci). Exercițiile trebuie făcute regulat și pe o perioadă lungă de timp.
- calmarea durerii: în acest scop sunt folosite antiinflamatoare nesteroidiene administrate oral, în doza uzuală, specifică fiecărui preparat, în cazul durerii medii și infiltrații locale, în bursa trohanterică, cu corticoizi și anestezie local, în cazul durerii intense și prelungite.
2) tratament chirurgical: este util rareori și este văzut ca ultima soluție terapeutică pentru acele SRL care nu au o cauză evidentă. 
Au fost propuse mai multe tehnici care pot fi grupate în două categorii, după obiectivul lor: 
a) fixarea bandeletei iliotibiale la trohanter. Dar aceste tehnici au o rată mare de eșec, de până la 50% și de aceea trebuie evitate.
b) alungirea bandeletei iliotibiale, concomitent cu excizia bursei seroase trohanteriene: este tratamentul chirurgical cel mai folosit. Abordul este făcut direct pe trohanter. Este excizată bursa seroasă. Degajarea bandeletei poate fi făcută în mai multe moduri:
- secțiune în cruce: incizia este centrată pe trohanterul mare și are formă de cruce, cu o incizie verticală, prin mijlocul bandeletei, lungă de 6-8 cm și o incizie orizontală de 4-7 cm lungime care trebuie să meargă suficient de mult spre posterior ca să secționeze îngroșarea posterioară, elementul cel mai important în producerea SRL.  Sancționarea în cruce va fi urmată de fixarea marginilor de secțiune, distanțate prin întinderea bandeletei, la trohanterul mare. Mobilizarea șoldului este pasivă în primele 6 săptămâni postoperator. După aceea vor fi reluate progresiv mișcările active, concomitent cu reluarea sprijinului. Reluarea activităților normale va fi făcută după 6-8 săptămâni.
- rezecția jumătății posterioare a tractului iliotibial și inserția părții rămase la mușchiul gluteus maximus, cu excizia bursei trohanteriene.
- alungirea tractului iliotibial prin sancționarea lui în "Z", cu alungire. Rezultatele postoperatorii sunt bune.
- eliberarea endoscopică a tendonului fesierului mare. Rezultatul postoperator este foarte bun, cu incizie minimă și recuperare postoperarorie mai rapidă. Este o tehnică folosită din ce în ce mai mult.

### B. Resortul anterior al șoldului (SRA)
Este "săritura" tendonului iliopsoasului peste eminența iliopubiană de pe partea proximală a corpului osului pubian în timpul mișcărilor active de flexie-extesie și 
rotație externă a șoldului. Tendonul mușchiului iliopsoas execută în timpul cursei sale, el fiind un flexor al șoldului, o rotație spre medial, astfel încât fața sa anterioară devine medială iar fața să dorsală devine laterală, cu riscul să sară medial de eminența iliopubiană.
Rareori, SRA poate fi cauzat de mișcările ligamentelor iliofemurale peste capsula articulară, mulată pe capul femural.

#### Epidemiologie
Frecvența SRA nu este cunoscută. Nu sunt foarte rare dar apare mai puțin frecvent comparativ cu SRL. 
Este întâlnit mai frecvent la femei.
Vârsta medie de apariție este decada a 3-a de viață. Dar au fost întâlnite SRA chiar la adolescenții și tinerii care practică sporturi de performanță în care fac mișcări repetate de flexie-extensie și/sau rotație externă forțate sau bruște. Sporturile cu risc de SRA sunt gimnastica, dansul sportiv, luptele, judo, karate.

#### Anatomie patologică
Tendonul iliopsoasului pătrunde în coapsă prin lacuna musculară, spațiul dintre marginea anterioară a osului coxal și ligamentul inghinal, spațiu ce se întinde de la spina iliacă anterosuperioară (lateral) până la eminența iliopubiană (medial), unde există ligamentul iliopubian (arcus iliopectineus), între ligamentul inghinal și eminență. 
În lacuna musculară, mușchiul și tendonul iliopsoasului sunt situate cel mai medial, imediat lateral de arcus iliopectineus. Tendonul iliopsoasului coboară anterior de articulația coxofemurală și se inseră pe vârful trohanterului mic. Mușchiul este tensionat când trece peste marginea anterioară a bazinului, în timpul flexiei-extensiei active și poate "sări" peste eminența iliopectinee producând cracmentul ce deranjează pacientul.

#### Diagnostic clinic
a) simptome: pacientul simte un cracment profund, (senzația de mișcare bruscă, involuntară)  la nivelul șoldului, în timpul mișcărilor active de flexie-extensie și de rotație externă a șoldului, în zona aproape de extensie completă. 
Cracmentul se produce aproape la fiecare mișcare.
Uneori, cracmentul poate fi auzit dar nu poate fi văzut niciodată.
Rareori cracmentul este însoțit de durere, ca o jenă profundă, cronică, mai ales la sportivi, ce poate iradia spre fața medială a coapsei. Atunci când există, durerea care este accentuată la hiperextensia șoldului, determină pacientul să-și limiteze pasul posterior.
Durerea poate apărea și la mișcările active de flexie a coapsei din timpul urcării scărilor sau a unei pante.
Uneori, în cazul unei evoluții progresive a simptomelor, durerea precede apariția resortului.
Durata simptomelor la prima prezentare la medic este de obicei de câteva luni sau chiar de câțiva ani, mult mai rar de câteva săptămâni.
b) examenul clinic:
- inspecție: este observat mersul pacientului pentru descoperirea unui eventual genu flexum, secundar adesea unor probleme ale călcâiului care determină pacientul să reducă faza de sprijin din timpul mersului.
- palpare: permite perceperea resortului  profund în timpul unei extensii active a coapsei, caracteristică fiind că perceperea se face mereu în acelaș sector al extensiei active.
- test: resortul anterior poate fi reprodus. Pacientul, culcat în decubit dorsal, cu coapsa flectată la 30-40° și gamba ținută în aer paralel cu planul patului, cu coapsa addusă 20° și rotată intern 20° este rugat să-și extindă coapsa, concomitent cu abducția și rotarea ei extern aprox. 15-20°.  În timpul acestei mișcări, pacientul simte cracmentul pe care examinatorul îl simte palpator, în trigonul femural.
Alternativă la acest test este perceperea de către examinaror a cracmentului dat de resort în timpul unei contracții de flexie a coapsei, pornind din extensie completă, contra rezistență, concomitent cu ducerea coapsei din adducție în abducție și din rotație internă în rotație externă. Rezistența este dată de mâna examinatorului aplicată pe genunchiul de pe partea examinată ce se opune acestor mișcări active făcute de pacient.

#### Diagnostic radiologic
Constă, în funcție de situație în: 
1) Radiografia AP a bazinului în ortostatism
2) Radiografia de profil frog leg a șoldului
Ambele radiografii sunt utile pentru descoperirea unei cauze osoase sau de postură a bazinului, în etiologia SRA
3) Bursografia: este o investigație radiologică invazivă. Constă în injectarea unei substanțe de contrast sub control Rx-Tv în bursa iliopsoasului. Permite observarea deplasării anormale a tendonului iliopsoasului în timpul mișcărilor active ale șoldului și modificări de calibru ale acestuia.
4) Artrografia șoldului: este tot o investigație radiologică invazivă. Sub control Rx-Tv, este injectată substanță de contrast în articulația coxofemurală pentru descoperirea unor modificări patologice intraarticulare și existența unei comunicări anatomice între cavitatea articulară și bursa seroasă a iliopsoasului.

#### Diagnostic ecografic
Ecografia dinamică înlocuiește în prezent investigatiile radiologice invazive.
Ecografia evidențiază semne de tendinopatie a iliopsoasului: tendon îngroșat și destructurat, deformat, fibroza tecii tendonului și eventuale aderențe ale tecii cu tendonul, ca și deplasarea tendonului pe peretele osos în timpul mișcărilor active de flexie-extensie, abducție și rotație externă.

#### Diagnostic RMN
Este o investigație mai mult anatomică decât funcțională care poate evidenția:
- lichid în cantitate crescută în bursa iliopsoasului
- îngroșarea relativă a tendonului iliopsoasului, comparativ cu partea sănătoasă 
- tendonul iliopsoasului poate avea modificări de tip tendinită sau de tip tendinoză sau combinate, în special în imaginile T2.
Artrograma RMN
Poate descoperii alte cauze de SRA cum ar fi rupturile labrale sau corpii liberi intraarticulari. 
Artrograma RMN este mai sensibilă pentru evidențierea rupturilor labrale comparativ cu RMN. 
Artrograma RMN nu ajută la evidențierea mișcărilor anormale ale tendonului iliopsoasului și/sau a tendinitei iliopsoasului.

#### Testul Diagnostic cu anestezic
Se face sub vizualizare directă cu ultrasunete.
De obicei se injectează 10 ml xilină 1% în bursa iliopsoasului sau în jurul tendonului. 
Diagnosticul pozitiv de SRA se pune pe ameliorarea până la dispariție a simptomelor pacientului.

#### Diagnostic artroscopic
Este indicat cazurilor în care diagnosticul diferențial între patologia labrumului acetabular și SRA este dificil. Artroscopia șoldului descoperă ruptura sau dezinserția labrumului și, bineînțeles, o și tratează.

#### Diagnostic diferențal
Cauzele durerilor inghinale sunt numeroase. În consecință și diagnosticele diferențiale sunt multe:
a) cauze extraarticulare de durere inghinală:
- tendinobursopatiile iliopsoasului 
- patologia tendinomusculară a regiunii inghinale, la joncțiunea miotendinoasă (abductori, iliopsoas, drept femural, gracilis și sartorius).
- pubalgiile: leziuni parietale abdominale joase. Toate aceste 3 grupe de cauze sunt întâlnite în special la sportivii de performanță.
- herniile inghinale și femurale 
- fracturile de oboseală ale ramurii iliopubiene
- unele sindroame neurologice canalare, în cadrul neuropatiilor regiunii puboabdominale
b) cauze intraarticulare de durere inghinală:
- toate leziunile degenerative ale șoldului 
- necroza avasculară a capului femural dureroasă la adultul tânăr 
- corpii liberi intraarticulari: ei pot provoca nu numai durere dar și cracmente articulare, resort sau blocaje temporare ale articulației. Dar aceste simptome nu au stereotipia celor din SRA. Ele sunt variabile.
- patologia labrumului acetabular: rupturi traumatice și degenerative, dezinserții, chiste. 
Este cel mai dificil diagnostic diferențal cu SRA. Simptomele leziunilor labrumului pot fi identice SRA, având chiar și stereotipia acestuia. Singurul semn distinctiv este acela că pot fi produse și la mișcările pasive ale șoldului. 
Diferența între patologia labrumului și SRA o face artrograma RMN în 90% din cazuri.

#### Tratament
1) Tratamentul conservator:
- terapia fizică: constă în modificarea activității sportive sau profesionale (repetitivă): reducerea sau chiar suprimarea ei temporară și ședințe de ultrasunete și stimulare electrică. Pentru cazurile severe, se recomandă folosirea cărjelor.
- kinetoterapia: sunt indicate exerciții de întindere a mușchiului iliopsoas prin serii de repetări pe antrenament, 3-5 antrenamente pe săptămână, pe o durată mare de timp. Se consideră că rezultatele apar în general după 8 săptămâni de exerciții. 
Întinderea musculară se asociază cu exercițiile de dezvoltare (tonifiere) musculară a rotatorilor, flexorilor, extensorilor, adductorilor și abductorilor șoldului.
- tratamentul antiinflamator: poate fi făcut:
pe cale generală, oral sau intrarectal 
prin administrare injectabilă locală de corticoizi si anestezic local, sub vizualizare ecografică, în bursa iliopsoasului și în jurul tendonului iliopsoasului. Administrarea injectabilă locală este mai eficientă. 
Eficacitatea tratamentului antiinflamator este evaluată la 40-60%.
2) Tratamentul chirurgical:
Indicația tratamentului chirurgical este eșecul tratamentului conservator urmat timp de cel puțin 3 luni.
Scopul tratamentului chirurgical este alungirea iliopsoasului pentru reducerea tensiunii sale.
Anestezia: sunt indicate două tipuri de anestezie:
- anestezia peridurală senzitivă: este folosită în cazurile cărora nu li se cunoaște exact cauza (săritura iliopsoasului peste eminența iliopubiană pentru producerea resortului sau săritura ligamentelor iliofemurale pe capul femural sau săritura tendonului dreptului femural pe spina iliacă anterosuperioară). În aceste cazuri este necesară prezența tonusului musculară. Intraoperator, operatorul are nevoie ca pacientul să-și mobilizeze activ șoldul.
Anestezia se face la nivelul L2-L3 prin injectarea peridurală a 8-12 ml de xilină 1% și lăsarea pe loc a unui cateter pentru situația în care intervenția se prelungește. Astfel, analgezia permite actul operator și blocul motor este suficient de limitat pentru mobilizarea activă a șoldului.
- anestezia generală 
Tehnici:
1) Secționarea lamei aponevrotice posterioare de pe creasta și eminența iliopubiană, îngroșată de conflictul (resortul) dintre tendonul sau joncțiunea musculotendinoasă a iliopsoasului, în teaca sa seroasă și creasta și eminența iliopubiană.
Abordul este anterior. Pleacă de la spina iliacă anterosuperioară spre în jos și medial, pe o lungime de 10 cm, între mușchii sartorius (medial) și tensor al fasciei lata (lateral), respectând nervul femuro-cutanat. In profunzime apare mușchiul drept femural. Pentru abordarea psoasului, se disecă spre profunzime pe marginea medială a dreptului femural. 
Dacă se flectează șoldul, mușchiul iliopsoas se relaxează, este tracționat spre lateral și aponevroza posterioară devine vizibilă. Lama aponevrotică este secționată cu bisturiul electric, respectând fibrele musculare ale iliopsoasului.
După secționarea aponevrozei, buzele sale se îndepărtează rapid. În acest moment i se cere pacientului să flecteze șoldul pentru verificarea dispariției resortului. Dacă resortul nu a dispărut, este verificată palpator eficiența secționării aponevrozei. Explorarea continuă spre distal, la început la nivelul ligamentelor iliofemurale, apoi la nivelul trohanterului mic.
Tratamentul postoperator constă în repaus absolut, aplicații locale reci și antiinflamatoare, pentru evitarea riscului de osificări ectopice. În paralel, sunt făcute exerciții de întindere a iliopsoasului.
2) Rezecția osoasă parțială din partea cea mai proeminentă a trohanterului mic, pe cale artroscopică.
Avantajele artroscopiei:
- rata de eșec este mai mică 
- mai puține complicații intra și postoperatorii 
- durere postoperarorie mai mică 
- recuperare postoperarorie mai ușoară